# Ponferrada
Ponferrada – miasto w Hiszpanii, w prowincji León, nad rzeką Sil. W 2019 r. miasto to na powierzchni 283 km² zamieszkiwało 64 674 osób.
W tym mieście rozwinął się przemysł chemiczny, przemysł metalowy, przemysł maszynowy, przemysł elektrotechniczny oraz przemysł spożywczy.
W 2014 roku odbyły się tutaj Mistrzostwa Świata w Kolarstwie Szosowym.
W Ponferradzie, położonej przy szlaku pielgrzymkowym do grobu Św. Jakuba w Santiago de Compostela, znajduje się średniowieczna twierdza zakonu Templariuszy, którzy zostali sprowadzeni do miasta przez króla Leonu Ferdynanda II w 1178, by chronić pielgrzymów.
W mieście jest stacja kolejowa Ponferrada.